# Clypeodytes fartilis
Clypeodytes fartilis är en skalbaggsart som beskrevs av Guignot 1951. Clypeodytes fartilis ingår i släktet Clypeodytes och familjen dykare. Inga underarter finns listade i Catalogue of Life.